# Nevoľné
Nevoľné és un poble i municipi d'Eslovàquia. Es troba a la regió de Banská Bystrica.

## Història
La primera menció escrita de la vila es remunta al 1487.

## Demografia
| Godina             | 1994 | 2004   | 2014   | 2024   |
| ------------------ | ---- | ------ | ------ | ------ |
| Nombre de persones | 428  | 423    | 409    | 390    |
| Diferència         |      | −1,16% | −3,30% | −4,64% |

| Godina             | 2023 | 2024   |
| ------------------ | ---- | ------ |
| Nombre de persones | 386  | 390    |
| Diferència         |      | +1,03% |